# Зовнішня орбіта
Зовнішня орбіта — одна з шести типів орбіт астероїдів і космічних апаратів навколо Сонця відносно планет Сонячної системи. На малюнку цей тип показаний зліва знизу. Сонце позначено оранжевою точкою, а товстою жовтою смугою показана орбіта внутрішньої планети, обмежена відстанню від Сонця в перигелії й афелії. Астероїд відносно внутрішньої планети має більший радіус орбіти і перебуває на більшій відстані від Сонця, тому рухається із зовнішнього боку від планети.